# کارل منزیس
کارل منزیس (انگلیسی: Karl Menzies؛ زادهٔ ۱۷ ژوئن ۱۹۷۷) دوچرخه‌سوار اهل استرالیا است.
از باشگاه‌هایی که در آن بازی کرده‌است می‌توان به تیم دوچرخه‌سواری یونایتدهلثکر اشاره کرد.